# Downtown Los Angeles
Downtown Los Angeles (pol. Śródmieście Los Angeles) – główna dzielnica biznesowa położona w środkowej części Los Angeles, w stanie Kalifornia, leżąca w geograficznym środku obszaru metropolitalnego Los Angeles. W tej okolicy mieści się wiele instytucji artystycznych i sportowych, różnorodnych wieżowców, siedzib międzynarodowych korporacji, galerii sztuki i unikatowych sklepów. Downtown Los Angeles stanowi centrum sieci miejskich autostrad i systemu metra w Los Angeles. Za Downtown Los Angeles uważany jest zwykle obszar ograniczony od wschodu rzeką Los Angeles i dzielnicą Lincoln Heights, od północy przez Hollywood (Route 101) Freeway i Santa Monica (I-10) Freeway oraz Harbor (SR-110) Freeway na zachodzie, niektóre źródła w tym Los Angeles Downtown News i Los Angeles Times, podają informacje według których obszar Downtown Los Angeles ma być rozszerzony o University Park i Exposition Park i obejmować University of Southern California (USC) i dzielnice Central City West.

## Galeria

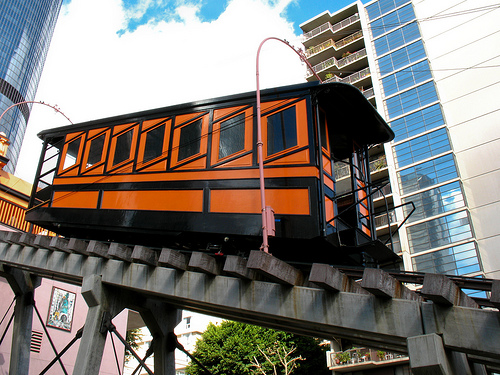
Angels Flight w listopadzie 2008 roku
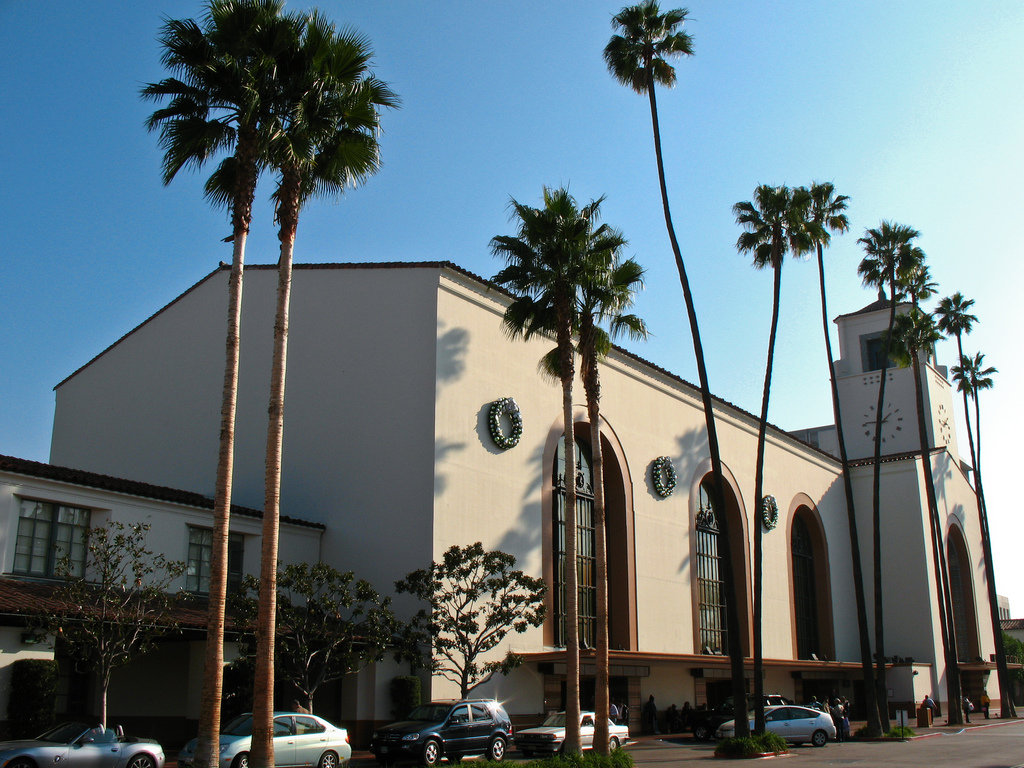
Los Angeles Union Station
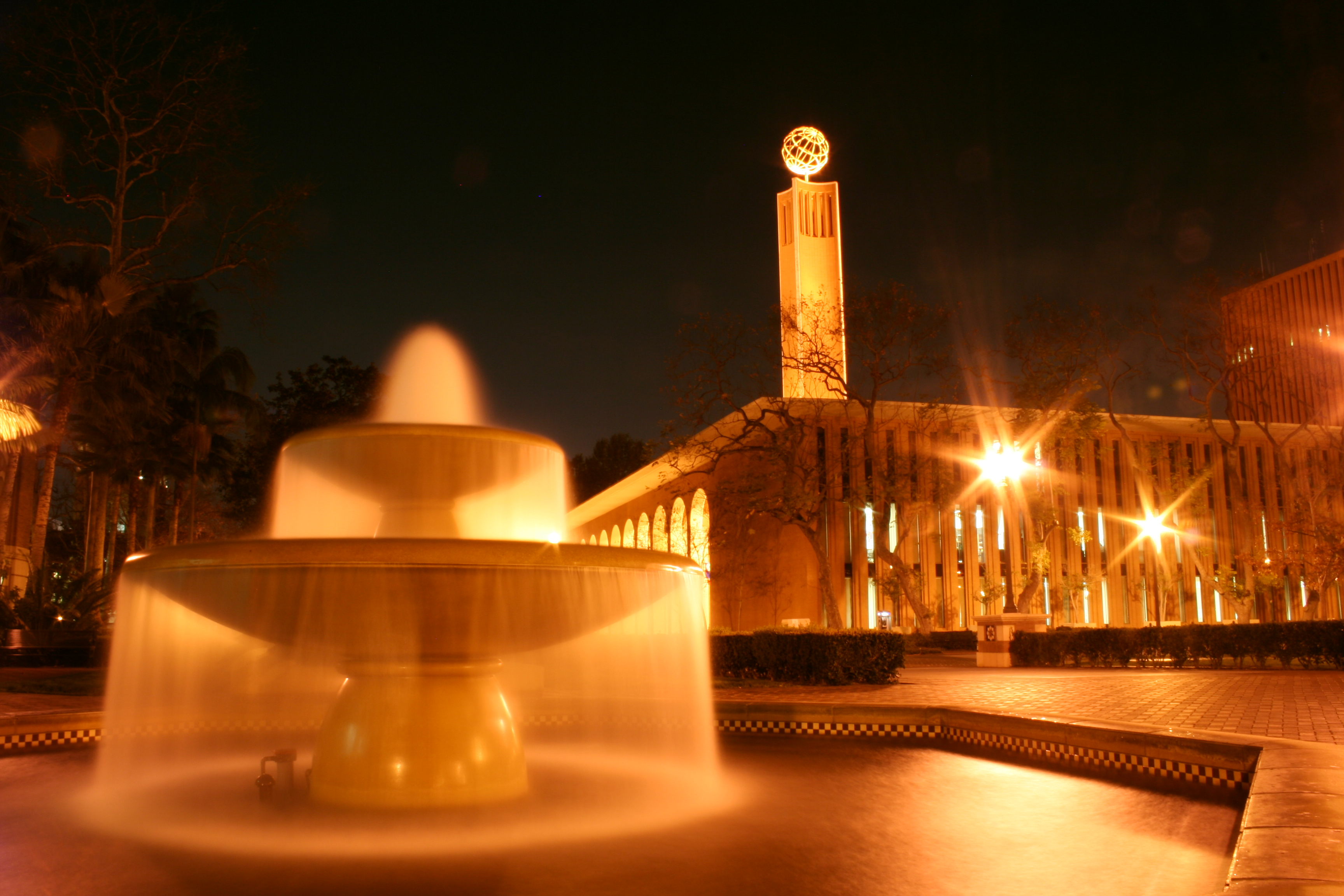
University of Southern California (USC)
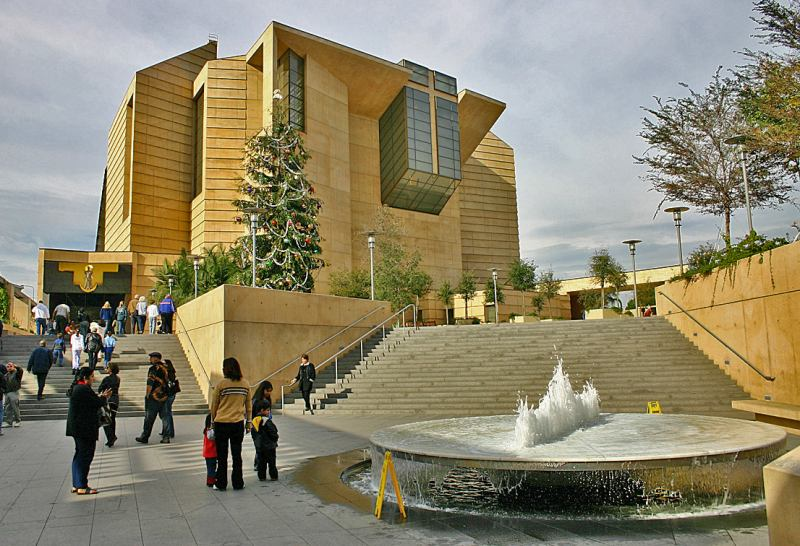
Katedra Matki Bożej Anielskiej mieści się blisko Los Angeles City Hall
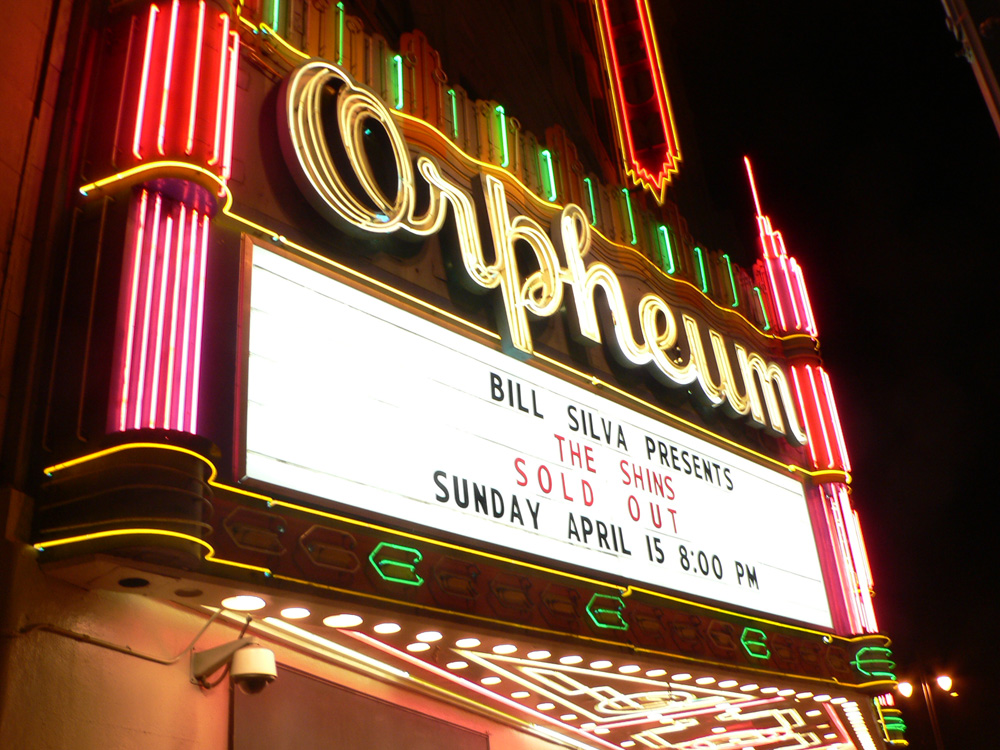
Orpheum Theatre w roku 2007
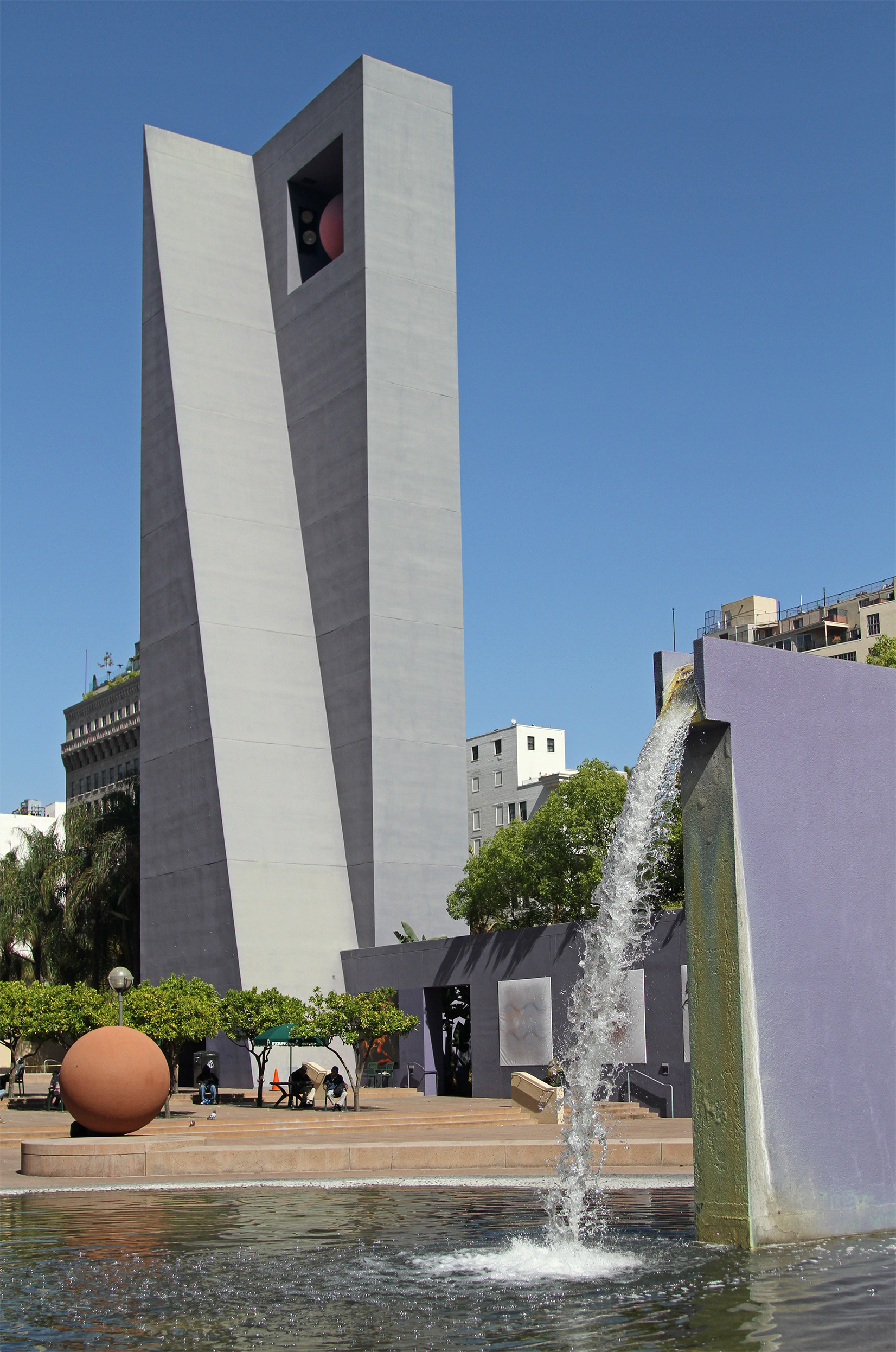
Fontanna na Pershing Square